# Anna Gliszczyńska-Świgło
Anna Monika Gliszczyńska-Świgło (ur. 12 kwietnia 1966) – polska towaroznawczyni, profesor doktor habilitowana inżynier nauk rolniczych, prorektor Uniwersytetu Ekonomicznego w Poznaniu.

## Życiorys
Anna Gliszczyńska-Świgło ukończyła w 1990 Akademię Rolniczą im. Augusta Cieszkowskiego w Poznaniu. Doktoryzowała się w zakresie towaroznawstwa, specjalności – biochemia w 1999 na Akademii Ekonomicznej w Poznaniu na podstawie pracy Występowanie pochodnych izoalloksazynowych w wybranych produktach spożywczych (promotorka: Anna Kozioł). Habilitowała się tamże w 2011 z nauk ekonomicznych w zakresie w towaroznawstwie żywności na podstawie monografii Przeciwutleniające i proutleniające właściwości wybranych składników żywności jako wyróżniki jej jakości. W 2019 otrzymała tytuł naukowy profesora nauk rolniczych.
W pracy naukowej specjalizuje się w instrumentalnych metodach oceny jakości i bezpieczeństwa żywności, bioaktywnych składnikach żywności i kosmetyków, witaminach i naturalnych przeciwutleniaczach. Jest zatrudniona jako profesor nadzwyczajna Katedry Technologii i Analizy Instrumentalnej Wydziału Towaroznawstwa UEP. Od 2016 pełni funkcję prorektorki ds. edukacji i studentów.
Członkini Polskiego Towarzystwa Towaroznawczego, Internationale Gesellschaft fűr Warenkunde und Technologie (IGWT), Groupe Polyphenols, poznańskiego oddziału Komitetu Nauk Towaroznawczych-Nauk o Jakości PAN.
Wypromowała dwie doktorki.

## Wybrane publikacje
- Przeciwutleniające i proutleniające właściwości wybranych składników żywności jako wyróżniki jej jakości, Poznań: Wydawnictwo Uniwersytetu Ekonomicznego, 2010.
- Nowoczesne metody w analityce towaroznawczej (red.), Poznań: Wydawnictwo Uniwersytetu Ekonomicznego, 2012.